# پرو باکلی
پرو باکلی (انگلیسی: Pru Buckley؛ زادهٔ ۲۰ ژوئیهٔ ۱۹۷۳) بازیکن سابق فوتبال اهل انگلستان است. باکلی فینال جام حذفی زنان انگلستان در سال ۱۹۹۷ را با میلوال برد،
وی در تیم ملی فوتبال زنان انگلستان بازی کرده است.